# Moustapha Niang
Moustapha Niang (Rufisque, 10 de noviembre de 1983 - 12 de marzo de 2017) fue un baloncestista senegalés. Con 2,06 metros de altura, jugaba en la posición de ala-pívot. Surgido del ASC Bopp de su país, su carrera como profesional lo llevó a actuar en clubes de Francia, Suiza, Libia, Catar y Egipto. Participó del Campeonato Mundial de Baloncesto de 2006 como miembro de la selección de baloncesto de Senegal.

## Trayectoria

### Clubes
| Club                         | País    | Año         |
| ---------------------------- | ------- | ----------- |
| ASC Bopp                     | Senegal | 2003 - 2005 |
| Chorale Roanne Basket        | Francia | 2005 - 2006 |
| Reims Champagne Basket       | Francia | 2006 - 2007 |
| Nantes Basket Hermine        | Francia | 2007        |
| BBC Lausanne                 | Suiza   | 2008 - 2009 |
| Meyrin Grand-Saconnex Basket | Suiza   | 2009 - 2010 |
| Al-Nasr Benghazi             | Libia   | 2010 - 2011 |
| Al-Khor SC                   | Catar   | 2013 - 2014 |
| Zamalek                      | Egipto  | 2014 - 2015 |

## Selección nacional
Niang integró el representativo de Senegal que participó del Campeonato Mundial de Baloncesto de 2006. 